# Dobreni (okręg Giurgiu)
Dobreni – wieś w Rumunii, w okręgu Giurgiu, w gminie Vărăști. W 2011 roku liczyła 2409 mieszkańców.